# Saraydüzü
Saraydüzü ist eine Stadt und Hauptort des gleichnamigen Landkreises (İlçe) in der türkischen Provinz Sinop. Der Ort liegt etwa 80 Kilometer südlich der Provinzhauptstadt Sinop. Laut Stadtsiegel wurde der Ort 1990 zu einer Belediye (Gemeinde) erhoben.

## Geografie
Der Landkreis liegt im Süden der Provinz. Er grenzt im Norden an den Kreis Boyabat, im Osten an den Kreis Durağan, im Südosten an die Provinz Samsun und im Südwesten an die Provinz Amasya. Durch die Stadt und den Bezirk führt die Straße D785 von Gerze nach Kargı (132 km). Die östliche Grenze zur Provinz Samsun folgt etwa dem Fluss Kızılırmak, der hier zum Boyabat Barajı aufgestaut ist. Im Norden entspringt der Asarcık Çayı, der weiter nördlich in den Gökırmak, einen Nebenfluss des Kızılırmak mündet. In den Kreis erstreckt sich der östliche Ausläufer des Gebirges Ilgaz Dağları.

## Verwaltung
Der Kreis wurde 1990 vom südlichen Teil des Kreises Boyabat abgespalten (Gesetz Nr. 3644). Er war bis dahin ein eigener Bucak dort, hinzukamen noch fünf Gemeinden des zentralen Bucak (Merkez Bucağı). Der neue Kreis hatte zur ersten Volkszählung nach der Neubildung (am 21. Oktober 1990) eine Einwohnerzahl von 9065 (in den 30 Dörfern und der 1591 Einwohner zählenden Kreisstadt).

## Bevölkerung
Ende 2020 umfasste der Kreis neben der Kreisstadt 30 Dörfer (Köy) mit durchschnittlich 136 Bewohnern (zwei Jahre zuvor lag der Durchschnitt noch bei 186). Die Palette der Einwohnerzahlen reichte von 270 (Tepeköy) hinab bis auf 58 (Çampaşalı). 15 der Dörfer hatten mehr als 136 (= Durchschnitt) Einwohner. Der Kreis hatte eine Bevölkerungsdichte von 17,6 Einw. je km² (zweittiefste der Provinz), der urbane Bevölkerungsanteil betrug 30,60 Prozent.